# Орус Брисењо
Орус Брисењо Рамирез (шп. Horus Briseño Ramirez; 12. децембар 1992) мексички је пливач чија специјалност су трке слободним и леђним стилом. 

## Спортска каријера
Брисењо је први запаженији успех у пливачкој каријери на међународној сцени постигао 2018. на Централноамеричким и карипским играма у колумбијској Баранкиљи где је, као члан мексичке штафете на 4×100 слободно, освојио златну медаљу. 
Годину дана аксније дебитовао је и на светским првенствима, на првенству у корејском Квангџуу 2019. где је пливао у квалификационим тркама на 50 слободно (67) и 100 слободно (60. место).